# Antennolaelaps affinis
Antennolaelaps affinis är en spindeldjursart som beskrevs av Womersley 1956. Antennolaelaps affinis ingår i släktet Antennolaelaps och familjen Ologamasidae. Inga underarter finns listade i Catalogue of Life.